# Erotídies
Les Erotídies (en grec antic: ἐρωτίδια) eren unes festes de l'antiga Grècia celebrades en honor del déu Eros. Era el més solemne de tots els festivals que se celebraven a la ciutat de Tèspies, a la regió grega de Beòcia.
Les Erotídies tenien lloc una vegada cada cinc anys, i estaven dedicades al culte d'Eros, la principal divinitat dels habitants de la ciutat. No es coneixen els detalls de la celebració, encara que segons Plutarc se solemnitzava amb concursos de música i gimnàstica. Durant la festa, les parelles casades resolien les diferències que poguessin tenir.
La festa sembla que tenia un origen molt antic, atès que la primera representació simbòlica del déu era una pedra no treballada que es va mantenir com a imatge principal fins i tot quan l'art de l'escultura tenia ja un alt grau de perfecció. Així, la ciutat de Tèspies posseïa una figura coneguda com a Eros de Tèspies, obra de Praxíteles.